# Краткая хроника королевства Богемии 15 века
Краткая хроника королевства Богемии 15 века (лат. Chronicon breve regni Bohemiae) —написанное около середины XV века на латинском языке историческое сочинение о Чехии. Сохранилось в рукописи XV века. Вместе с приписками 
охватывает 1310—1421 годы, отдельные заметки доходят до 1453 г. Является частью бо́льшей богемской хроники, за 1409—1421 годы дает самостоятельные сообщения.  Содержит сведения как по местной чешской истории, по истории Священной Римской империи и соседних стран в XIV-XV вв.; в числе прочих имеются записи о начальном периоде гуситского движения.

## Источник
- Geschichtsquellen des deutschen Mittelalters